# کونستانتین ایرمن-چت
کونستانتین ایرمن-چت (انگلیسی: Konstantin Irmen-Tschet؛ ۲۴ ژوئن ۱۹۰۲ – ۲۷ مه ۱۹۷۷) فیلم‌بردار اهل روسیه بود.

## فیلم‌شناسی
- متروپلیس (۱۹۲۷)
- زن در ماه (۱۹۲۹)
- مردی در جستجوی قاتل خود (۱۹۳۱)
- درباره یک بازجویی (۱۹۳۱)
- بر رنگین‌کمان می‌رقصیم (۱۹۵۲)